# Лазар Паяков
Лазар Паяков (болг. Лазар Паяков; нар. 1860, Габрово — пом. 10 серпня 1910, Софія) — видатний болгарський психіатр, політик, освітянин та міністр фінансів Болгарії (1903—1908).

## Біографія
Народився в Габрово 1860 року в сім'ї вчителів. 1878 року закінчив Коледж Роберта в Константинополі, а 1883 року — вищу школу бізнесу в Парижі, де також вивчав медицину та мав практику.  

## Професійна кар'єра
Повернувшись до Болгарії, він став першим болгарським психіатром, який очолював психіатричну лікарню в місті Ловеч.
У 1884 році він став викладачем у Солунській болгарській чоловічій гімназії, де викладав до 1886 року.
У 1888 році він заснував перший болгарський економічний журнал "Промисловість" і став його редактором.

## Політична кар'єра
1903 року він став міністром фінансів в уряді Рачо Петрова, після чого продовжив свою політичну кар'єру, обіймаючи посаду міністра фінансів в урядах Димитра Петкова, Димитра Станчова та Пітера Гудева.
Лазар Паяков помер 10 серпня 1910 року в Софії.